# Tito Salas
Tito Salas (Caracas, Venezuela, 8 de mayo de 1887-Caracas, 18 de marzo de 1974) fue un pintor venezolano.

## Biografía
Hijo del fotógrafo venezolano José Antonio Salas y Dolores Díaz.  Los estudios de pintura los inició en la Academia de Bellas Artes de Caracas con el maestro Emilio Mauri y ganó el premio de pintura en 1901 y 1902.
A los 17 años obtiene el Premio del concurso anual de la Academia con la obra Los herreros y gana con ello una beca que le permite viajar a París en el año de 1905 para inscribirse en la Academia Julian, donde tiene por maestros a Jean Paul Laurens y Lucien Simon.
Como alumno de Lucien Simon tomó el carácter sombrío y algo mórbido de sus escenas de género, con muchos personajes. En 1906 fue aceptado en el Salón oficial de artistas franceses obteniendo la Primera Mención de honor con su obra Au bord de la mer. En 1907 obtiene una Tercera Medalla de Oro en el Salón de los artistas franceses con su obra La fiesta de San Genaro, pintada en Italia ese mismo año.

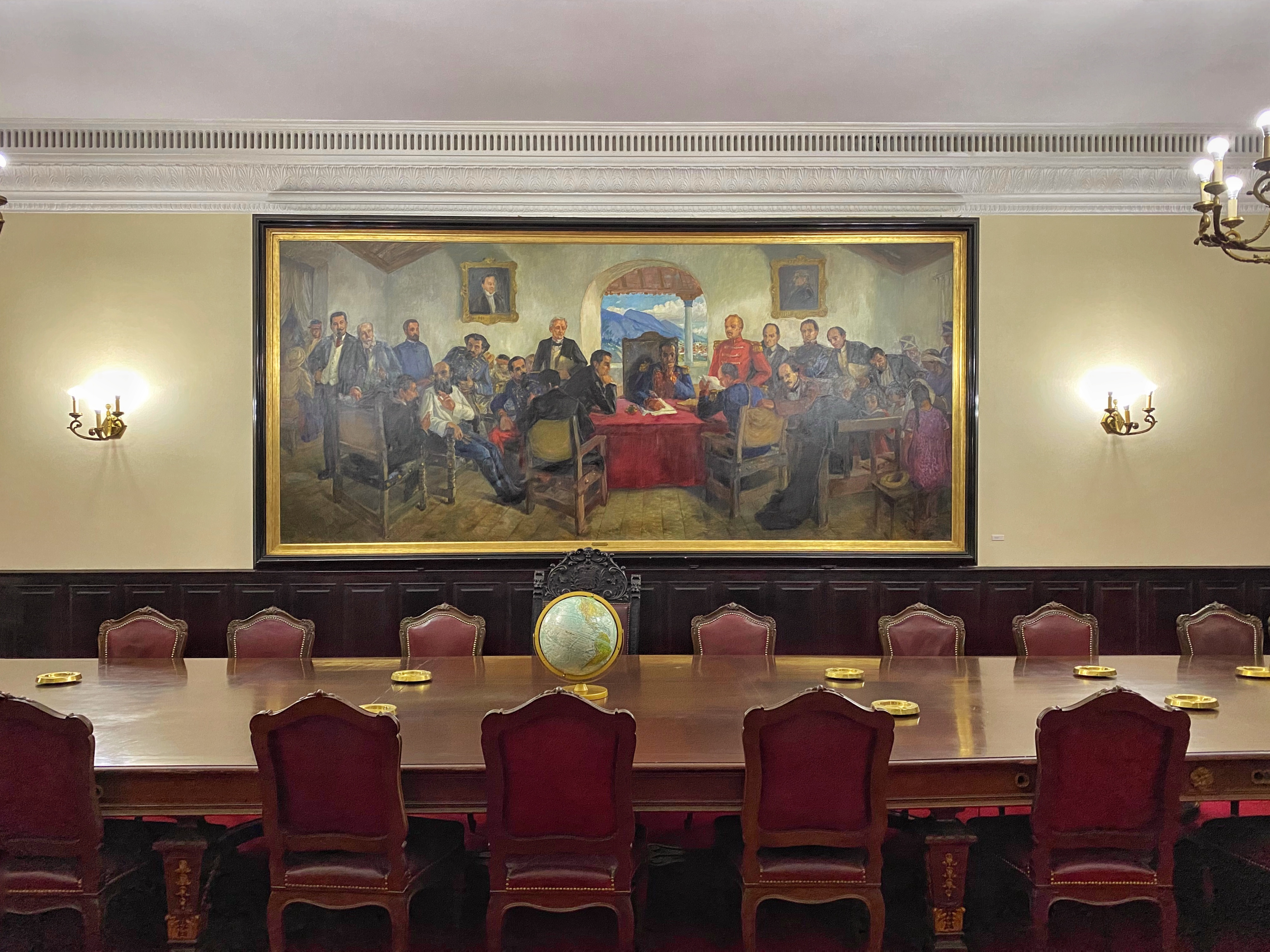
La obra Los Causahabientes (1971), ubicada en el Salón del Consejo de Ministros de la Residencia Presidencial La Casona.

Entre 1907 y 1908, viaja a España, donde pinta una serie de obras basadas en la observación de escenas y costumbres del país. En 1910 obtiene la medalla de oro de la Exposición Universal de Bruselas. 
«Para el Centenario de la Independencia -escribió Arturo Uslar Pietri- volvió a Venezuela (en 1911) trayendo su famoso Tríptico Bolivariano, vasta composición en la que sintetizaba la obra de Bolívar en los tres momentos culminantes: Juramento en el Monte Aventino, Paso de los Andes y Muerte del Libertador y más de los años de su madurez los consagró a ilustrar en grandes telas la vida de Simón Bolívar en la Casa Natal y el Panteón Nacional». El tríptico de Simón Bolívar se encuentra actualmente en el Palacio Federal Legislativo.
Además Salas es reconocido por su obra de historiador de la epopeya bolivariana, que ilustró a escala mural para varios monumentos de Caracas: la Casa Natal del Libertador y el Panteón Nacional.
Vivía en una antigua casa de estilo colonial llamada El Toboso, ubicada en Petare, junto al río Guaire y el puente de Baloa. Así mismo, arraigado allí recogió las tradiciones, costumbres y sentimientos religiosos nacionales venezolanos en las obras que realizó para sus familiares y amistades, así como también para la iglesia parroquial del pueblo que escogió para vivir. En 1970, poco antes de su muerte, Salas pintó para la Residencia Presidencial La Casona, en Caracas, una obra titulada Los Causahabientes, que representa en un conjunto a los presidentes de la República de Venezuela que gobernaron durante el siglo XIX. Muere el 18 de marzo de 1974.